# Eduard Murgó i Ballespí
Eduard Murgó i Ballespí (Montoliu de Lleida, 26 de maig de 2000) és un politòleg, cantant i polític català, actual batlle de Montoliu de Lleida des del 18 de juny de 2023. Cap de llista per Montoliu en En Marxa-AM, partit vinculat a Esquerra Republicana de Catalunya, va guanyar les eleccions municipals del 28M amb majoria absoluta i es va convertir en el batlle més jove de la província de Lleida.